# Kanton Fumay
Fumay is een voormalig kanton van het Franse departement Ardennes. Het kanton maakte deel uit van het arrondissement Charleville-Mézières tot het op 1 januari 2015 werd opgeheven en de gemeenten werden toegevoegd aan het aangrenzende kanton Revin.

## Gemeenten
Het kanton Fumay omvatte de volgende gemeenten:
- Fépin
- Fumay (hoofdplaats)
- Hargnies
- Haybes
- Montigny-sur-Meuse